# Гранде Роза (Модена)
Гранде Роза је насеље у Италији у округу Модена, региону Емилија-Ромања.
Према процени из 2011. у насељу је живело 124 становника. Насеље се налази на надморској висини од 21 м.